# Elliot Ridge
Elliot Ridge är en bergstopp i Antarktis. Den ligger i Västantarktis. Argentina, Chile och Storbritannien gör anspråk på området. Toppen på Elliot Ridge är 100 meter över havet.
Terrängen runt Elliot Ridge är platt. Havet är nära Elliot Ridge åt nordost. Trakten är glest befolkad. Närmaste befolkade plats är Marambio Station, 3,1 kilometer sydväst om Elliot Ridge. 